# Janja Lula da Silva
Rosângela da Silva (Microrregión de União da Vitória, 27 de agosto de 1966) o también Janja, es una socióloga brasileña. Es la tercera esposa del presidente de Brasil, Luis Ignacio da Silva, y como tal primera dama de Brasil desde el 1 de enero de 2023.

## Biografía
Rosângela da Silva nació el 27 de agosto de 1966, en União da Vitória, Paraná. Se mudó a Curitiba cuando era niña y se unió a las juventudes del Partido de los Trabajadores en 1983.
En 1990, ingresó a la carrera de Ciencias Sociales de la Universidad Federal de Paraná y se especializó en Historia en la misma institución. 

## Vida Pública
Rosângela da Silva ingresó a la Represa de Itaipú el 1 de enero de 2005 – en ese momento no había concurso público, y fue contratada a través de un análisis de su currículo y una entrevista. En la hidroeléctrica se desempeñó como asistente del director general y coordinadora de programas orientados al desarrollo sustentable. Entre 2012 y 2016, trabajó como asesora de comunicaciones y relaciones institucionales de Eletrobrás, en Río de Janeiro. En 2016, volvió a Itaipú. El 1 de enero de 2020 dejó oficialmente la hidroeléctrica, donde tenía un salario de 20 mil reales como servidora estatal.

## Primera dama de Brasil

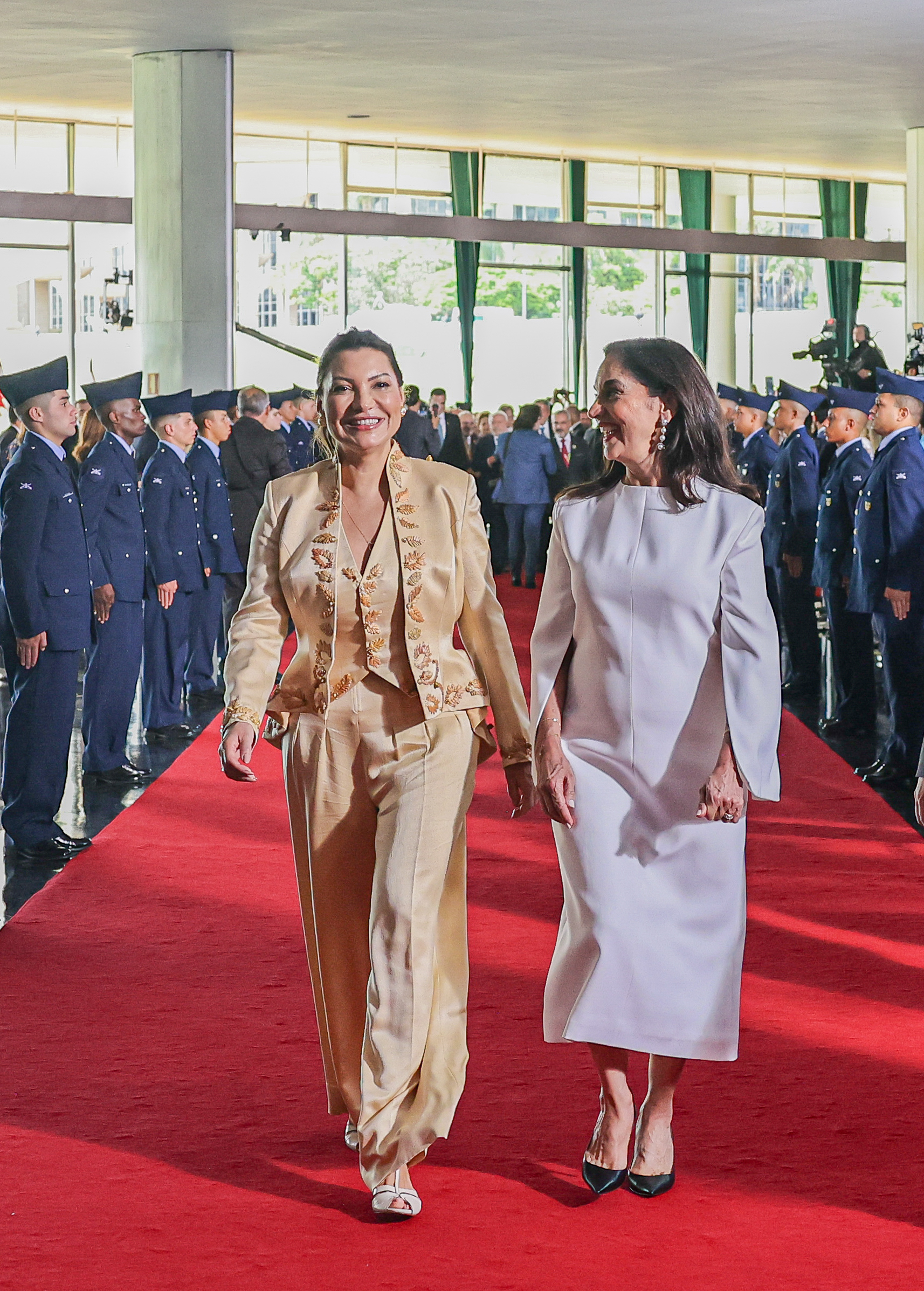
Janja y la segunda dama Lu Alckmin en la ceremonia presidencial en 2023

El 1 de enero de 2023 se convirtió en la trigésima octava primera dama de Brasil bajo el tercer gobierno del presidente Luiz Inácio Lula da Silva. Durante la ceremonia, apareció con un traje dorado, siendo la primera dama brasileña en usar una pieza de este tipo en una ceremonia de inauguración. Feminista declarada, tiene una oficina para actuar en las áreas de seguridad alimentaria y el sector cultural, además de promover movimientos e ideologías que apuntan a instaurar la igualdad de género, de carácter identitario.

## Viajes oficiales

### Argentina
Su primer viaje oficial fue a Argentina, el 22 de enero, acompañando al presidente Luiz Inácio Lula da Silva en el país vecino, donde el mandatario brasileño y el presidente argentino Alberto Fernández firmaron acuerdos bilaterales.

### Uruguay
Visita de Estado. Con Lula, la primera dama se reunió con el presidente Luis Lacalle Pou para discutir temas bilaterales entre los dos países, incluido el posible tratado de libre comercio entre Uruguay y China, fuertemente criticado por Mercosur, del cual Brasil es miembro. También se reúnen con el expresidente del país, José Mujica, en su finca en zona rural de Montevideo.

### Estados Unidos
Visita de trabajo. Lula y Janja se reunieron con el presidente Joe Biden y, junto con Lula, el presidente estadounidense abordó temas bilaterales, como el comercio entre Brasil y Estados Unidos, y problemas globales, incluido el calentamiento global, la deforestación del Amazonas y la Guerra Ruso-Ucraniana. La primera dama brasileña tendría una reunión privada con la también primera dama estadounidense, Jill Biden, pero debido a su indisposición canceló el encuentro programado que se realizaría en la Casa Blanca.

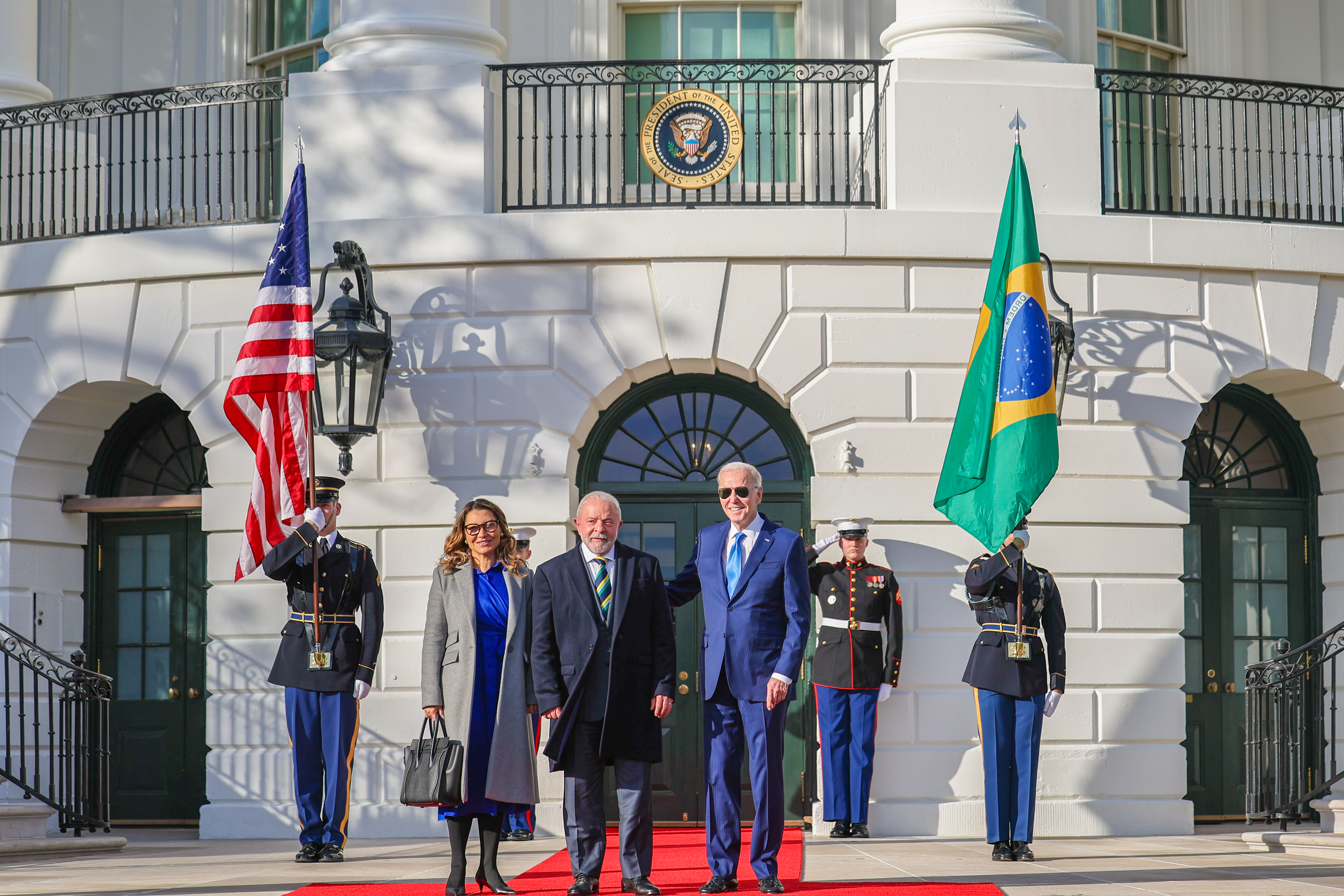
Janja da Silva, Luiz Inácio Lula da Silva y Joe Biden en un encuentro en la Casa Blanca, en Estados Unidos

## Vida personal
Su relación con Luiz Inácio Lula da Silva comenzó en 2018 cuando el presidente era viudo de Marisa Letícia Lula da Silva y ella lo visitaba con frecuencia cuando estaba en prisión. El 17 de mayo de 2022 se anunció que Lula y Janja se casarían al día siguiente. La boda tuvo lugar el 18 de mayo de 2022 en una casa de fiestas en São Paulo.